# اسپورتسمن ایکرز کامیونیتی (اکلاهما)
اسپورتسمن ایکرز کامیونیتی (به انگلیسی: Sportsmen Acres Community) یک منطقهٔ مسکونی در ایالات متحده آمریکا است که در شهرستان مایز، اکلاهما واقع شده‌است. اسپورتسمن ایکرز کامیونیتی ۴٫۵ کیلومتر مربع مساحت و ۰ نفر جمعیت دارد.